# Oba River
Der Oba River ist ein 125 km langer Fluss im Norden der kanadischen Provinz Ontario.

## Flusslauf
Der Oba River entspringt 7 km westlich des Oba Lake auf einer Höhe von etwa 420 m im Norden des Algoma District im Bereich des Kanadischen Schildes. Der Oba River fließt anfangs nach Nordosten zum Westufer des Oba Lake. Er verlässt ihn wieder an dessen nördlichem Seeende. Der Oba River fließt nun 60 km in überwiegend nördlicher Richtung. Der Fluss passiert die Ortschaft Oba, ein Bahnhaltepunkt der Algoma Central Railway. Kurz darauf, 34 km oberhalb der Mündung, befindet sich der nördlichste Punkt im Flusslauf des Oba River. Hier befindet sich die Flussbifurkation Albany Forks. Der Mattawitchewan River zweigt hier rechts ab. Der Oba River macht eine Kehre und fließt auf seiner restlichen Wegstrecke nach Südsüdwesten. 22 km oberhalb der Mündung trifft der Cameron Creek rechtsseitig auf den Fluss. Dieser mündet schließlich in das Ostufer des Kabinakagami Lake, der vom Kabinakagami River entwässert wird. 